# Venera 9

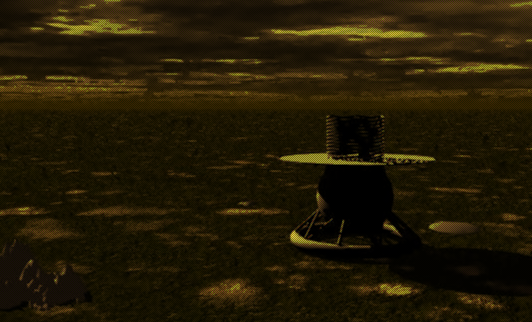
Künstlerische Darstellung der gelandeten Venera 9-Sonde.

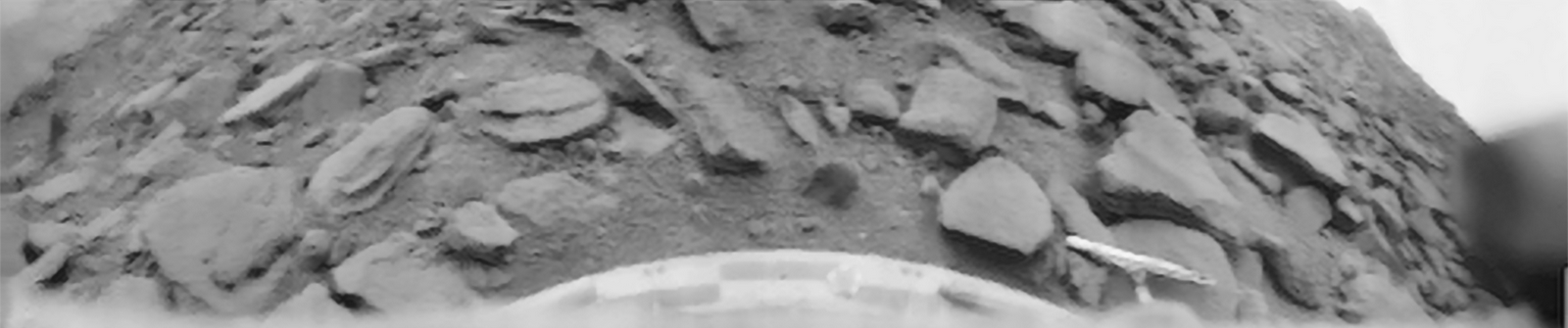
Foto der Venusoberfläche, aufgenommen von Venera 9

Digital bearbeitete, entzerrte Version des vorstehenden Fotos

Venera 9 (russisch Венера-9) war eine Raumsonde der UdSSR zur Erforschung des Planeten Venus. Sie wurde am 8. Juni 1975 um 02:38:00 UTC vom Kosmodrom Baikonur mit einer Proton-Rakete gestartet, bestand aus einem Orbiter und einer Landesonde und wog 4.936 kg. Der Orbiter war die erste Raumsonde, die in einen Orbit der Venus eintrat; die Landesonde übermittelte die ersten Bilder von der Oberfläche eines anderen Planeten. Ihre baugleiche Schwestersonde Venera 10 folgte sechs Tage später.
Venera 9 und 10 waren die ersten Sonden der zweiten Generation sowjetischer Venus-Sonden (4V), die mit ihrem durch neue Proton-Raketen ermöglichten Startgewicht von annähernd fünf Tonnen alle vorangegangenen Venus-Missionen um ein Vielfaches an Nutzlast übertrafen.

## Landesonde
Da durch die Venera-Missionen die Bedingungen am Boden bekannt waren, begann die UdSSR 1974, Venus-Landesonden zu konstruieren, die nicht nur Atmosphärendaten liefern sollten, sondern auch am Boden Untersuchungen durchführen konnten.

### Abstieg
Der während des Fluges in einer 2,5 m großen Kugel untergebrachte Venera-9-Lander trennte sich am 20. Oktober 1975 vom Orbiter und trat mit einer Relativgeschwindigkeit von 10,7 km/s in die Venus-Atmosphäre ein. Der Abstieg gliederte sich in folgende Phasen:
- Atmosphärenbremsung bis zu einer Höhe von 65 km und einer Geschwindigkeit von 250 m/s
- Fallschirmbremsung bis zu einer Geschwindigkeit von 150 m/s
- Weitere Fallschirme öffneten sich, die Sender wurden aktiviert und übertrugen Daten
- In 62 km Höhe öffneten sich die drei Hauptfallschirme mit 180 m² Fläche.
- In 50 km Höhe wurden die drei Hauptfallschirme abgeworfen, der Lander befand sich im freien Fall. Die Geschwindigkeit nahm wieder zu, bis sie sich durch die dichtere Atmosphäre und die Luftbremsen des Landers wieder verringerte
- Um 05.13 UTC schlug der Lander auf der Venusoberfläche mit einer Restgeschwindigkeit von 7 m/s auf. Die restliche Energie wurde durch ein „Knautschsystem“ aufgefangen.

### Arbeit auf der Venusoberfläche
Erstmals wurde ein grob auflösendes Panoramabild zur Erde gesandt, allerdings nur 180° breit, da sich die Kameraabdeckung der zweiten Kamera nicht löste. Dies war das erste Bild von der Oberfläche eines fremden Planeten, noch ein Jahr vor den Mars-Bildern der Viking-Sonden. Weitere Instrumente waren ein Gaschromatograph zur Untersuchung der Atmosphäre, ein Probensammler und Bohrer zur Untersuchung der physikalischen Struktur der Oberfläche. Auch ein Seismometer arbeitete, lieferte aber in der kurzen Zeit keine Daten. Vor der Landung war die Geräteabteilung auf −10 Grad Celsius gekühlt worden, so arbeitete Venera 9 mit 53 Minuten länger als jede Raumsonde vorher auf dem Planeten.

## Orbiter
Erstmals wurde ein planetarischer Orbiter der UdSSR eingesetzt. Kurz nach der Trennung vom Lander führte der Orbiter eine Kurskorrektur durch. Bei der dichtesten Annäherung an die Venus wurden am 22. Oktober 1975 die Triebwerke ein weiteres Mal gezündet, so dass der Orbiter in eine Bahn von 1510 km × 112200 km einschwenkte, bei einer Umlaufzeit von ca. 48 Stunden. Der Orbiter selbst übermittelte Aufnahmen der Venus, die in Detailreichtum mit denen von Mariner 6 und 7 vergleichbar sind. Weitere Instrumente waren ein 8–30 µm-Radiometer zur Temperaturmessung und ein 350-nm-Ultraviolet-Photometer der CNES. Ein zweites VIS-Photometer/Polarimeter maß zwischen 400 und 700 nm. Dazu kam ein 1,5–3 µm Infrarotspektrometer, ein Magnetometer und eine Ionenfalle. Der Orbiter wog leer 2300 kg.